# Hitman X47: Kẻ săn người
Hitman X47: Kẻ săn người (tựa gốc tiếng Anh: Hitman) là phim điện ảnh hành động giật gân của Mỹ-Anh Quốc-Pháp do Xavier Gens đạo diễn và dựa trên loạt video game cùng tên. Phim có sự tham gia của Timothy Olyphant, Olga Kurylenko và Dougray Scott, phát hành tại Hoa Kỳ vào ngày 21 tháng 11 năm 2007. Phim cũng từng chiếu tại Hà Nội và Thành phố Hồ Chí Minh với tựa đề Hitman X47: Kẻ săn người.